# Hardhof (Langenzenn)
Hardhof (fränkisch: Hoad-hohf) ist ein Gemeindeteil der Stadt Langenzenn im Landkreis Fürth (Mittelfranken, Bayern). Hardhof liegt in der Gemarkung Langenzenn.

## Geographie
Der Weiler liegt auf einer flachhügeligen Hochebene, bestehend aus Acker- und Grünland mit vereinzeltem Baumbestand. Im Osten wird die Flur Hardhoffeld genannt. 0,5 km nördlich liegt das Mühlholz. Zwei Ortsstraßen führen nach Langenzenn jeweils zur Kreisstraße FÜ 11 (0,7 km südöstlich bzw. 1 km südlich).

## Geschichte
1412 wurde der Ort als „Hoff zu der Hartt“ erstmals urkundlich erwähnt, als die Burggrafschaft Nürnberg diesen samt dem Zehnt dem Kloster Langenzenn übergab. Der Ortsname leitet sich von einem gleichlautenden Flurnamen ab, dem das mittelhochdeutsche Wort „hart“ (Bergwald) zugrunde liegt.
Gegen Ende des 18. Jahrhunderts bestand Hardhof aus einem Anwesen. Das Hochgericht übte das brandenburg-ansbachische Stadtvogteiamt Langenzenn aus. Der Ganzhof hatte das Klosteramt Langenzenn als Grundherrn.
Von 1797 bis 1808 unterstand der Ort dem Justiz- und Kammeramt Cadolzburg. Im Rahmen des Gemeindeedikts wurde Hardhof dem 1808 gebildeten Steuerdistrikt Laubendorf und der im selben Jahr gebildeten Ruralgemeinde Laubendorf zugeordnet.
Am 1. Juli 1972 wurde Hardhof im Zuge der Gebietsreform in Bayern nach Langenzenn eingegliedert.

### Ehemaliges Baudenkmal
- Haus Nr. 1: Bauernhaus, zweigeschossiger massiver Putzbau herrschaftlichen Charakters, vermutlich erste Hälfte des 18. Jahrhunderts, steiles Walmdach, Gurtgesims, Ecklisenen, hofseitig (sechs Obergeschossfenster) ehemaliges Korbbogentor zu Rechtecktüre zugemauert, vorhanden ist noch die profilierte Bogenrahmung mit Schlussstein und Kämpfern, ferner ein darüber hochgekröpftes Gesims[10]

### Einwohnerentwicklung
| Jahr      | 001818 | 001840 | 001861 | 001871 | 001885 | 001900 | 001925 | 001950 | 001961 | 001970 | 001987 |
| Einwohner | 15     | 19     | 23     | 12     | 12     | 15     | 17     | 23     | 18     | 20     | 27     |
| Häuser    | 3      | 2      |        |        | 3      | 2      | 3      | 3      | 3      |        | 6      |
| Quelle    | [ 12 ] | [ 13 ] | [ 14 ] | [ 15 ] | [ 16 ] | [ 17 ] | [ 18 ] | [ 19 ] | [ 20 ] | [ 21 ] | [ 1 ]  |

## Religion
Der Ort ist seit der Reformation evangelisch-lutherisch geprägt und bis heute in die Trinitatiskirche (Langenzenn) gepfarrt. Die Einwohner römisch-katholischer Konfession waren ursprünglich nach St. Michael (Wilhermsdorf) gepfarrt, heute ist die Pfarrei St. Marien (Langenzenn) zuständig.